# Greatest Hits 1982–1989
Greatest Hits 1982–1989 é um álbum de Greatest Hits de Chicago, lançado em 1989.